# Nanometrologie
Die dimensionelle Nanometrologie (von: altgriech. νᾶνος [nános] „Zwerg“ sowie griech.: μέτρον métron „Maß, -messer“) ist die Wissenschaft und Anwendung von Messungen der Dimensionen von Objekteigenschaften, Abständen und Verschiebungen im Bereich 1 bis 1000 nm. Mit einer sich entwickelnden Nanotechnologie entsteht ebenfalls der Bedarf nach einer Qualitätssicherung in der Nanometer-Dimension. Metrologische Methoden und Techniken sind aufgrund von physikalischen Skaleneffekten nicht ohne weiteres aus der „Makro“-Dimension übertragbar. Die Nanometrologie ist ein Gebiet aktueller Forschung.